# Virtus Juventusque
Virtus Juventusque byl italský fotbalový klub, sídlící ve městě Livorno z regionu Toskánsko.
Klub byl založen v lednu 1905 a první utkání odehrál 20. června 1905 proti anglickému námořnictvu. Utkání skončilo 1:11. V roce 1906 se zúčastnil druhé nejvyšší soutěže (Seconda Categoria). V následujícím roce došel do finále, ale po porážce v prvním utkání do odvety nenastoupil. V roce 1912 se FIGC, že povolí hrát v nejvyšší lize také ze středo jižní části Itálie a mezi tyto týmy byl i Virtus Juventusque. Vyhrál svou skupinu ale byl vyřazen v semifinále s Laziem. V další sezoně 1913/14 ze skupiny nepostoupil. Posledním vystoupením bylo 1914/15, jenže v únoru 1915 se klub spojil s klubem SPES Livorno a stal se z nich nový klub US Livorno.